# Трипалладийиндий
Трипалладийиндий — бинарное неорганическое соединение
палладия и индия
с формулой InPd3,
кристаллы.

## Получение
- Сплавление стехиометрических количеств чистых веществ:

{\displaystyle {\mathsf {3Pd+In\ {\xrightarrow {1365^{o}C}}\ InPd_{3}}}}

## Физические свойства
Трипалладийиндий образует кристаллы
тетрагональной сингонии,
параметры ячейки a = 0,40729 нм, c = 0,37918 нм, Z = 1,
структура типа медьзолота AuCu.
По другим, уточнённым данным,
пространственная группа P 4/mmm,
параметры ячейки a = 0,287224 нм, c = 0,380079 нм, Z = 0,5
.
Соединение образуется по перитектической реакции при температуре 1365°C или
конгруэнтно плавится при температуре 1372°C.
В интервале температур 1030÷1223°C в соединении происходит фазовый переход.